# مالكوم سميث (لاعب كرة قدم)
مالكوم سميث (بالإنجليزية: Malcolm Smith)‏ (21 سبتمبر 1953 في المملكة المتحدة - ) هو لاعب كرة قدم بريطاني في مركز الهجوم. لعب مع نادي بلاكبول ونادي بوري ونادي بيرنلي ونادي ميدلزبره ونادي يورك سيتي وبورتلاند تيمبرز.

## وصلات خارجية
- مالكولم سميث على موقع قاعدة بيانات كرة القدم.إي يو (الإنجليزية)